# Médico de saúde pública
O médico de saúde pública é um profissional habilitado para assegurar as atividades de promoção de saúde e prevenção de doença na população em geral, ou em determinados grupos que a integram, ou ainda as atividades específicas da autoridade sanitária e de investigação e formação na sua área profissional.
As atividades abrangidas pelo perfil do médico de saúde pública são:
- diagnóstico da situação da saúde da população, ou de determinados grupos que a integram, com identificação dos fatores que a condicionam, nomeadamente as suas características demográficas, culturais, ambientais, socioeconómicas, individuais e de utilização de serviços;
- proposta de projetos para a promoção de saúde e prevenção da doença na população em geral ou grupos determinados;
- participação na execução e avaliação desses projetos, promovendo, se necessário, a colaboração de outros profissionais ou setores ou sua articulação;
- promoção da educação para a saúde;
- participação em programas de investigação ou de formação, designadamente nos relacionados com a sua área profissional;
- coordenação de recolha, notação e tratamento de informação estatística e epidemiológica com interesse em saúde;
- avaliação das condições sanitárias de instalações, estabelecimentos, empresas, habitações ou outros locais, bem como de produtos ou atividades que façam perigar a toda saúde.